# Pedro González (football, 1947)
Pour les articles homonymes, voir Pedro Gonzalez (homonymie) et Zavala.
Pedro González Zavala, né le 19 mai 1943 à Lima au Pérou, est un footballeur international péruvien qui évoluait au poste de milieu de terrain.

## Biographie

### Carrière en sélection
International péruvien, Pedro González joue 16 matchs, sans inscrire de but, entre 1967 et 1973. 
Il figure dans le groupe des sélectionnés lors de la Coupe du monde de 1970. Lors du mondial organisé au Mexique, il joue deux matchs : contre le Maroc et la RFA.

## Palmarès
| Universitario de Deportes - Championnat du Pérou (4) : - Champion : 1964, 1966, 1967 et 1969. |  | Defensor Lima - Championnat du Pérou (1) : - Champion : 1973. |